# Choral Public Domain Library
Choral Public Domain Library (コーラル・パブリックドメイン・ライブラリー、CPDL) は、パブリックドメインもしくは自由利用できる印刷物や演奏（著作権者や著作隣接権者の許可を受けた）からの合唱や声楽曲を主にした楽譜のアーカイブである。

## 概要
CPDL.orgは1998年にラファエル・オルネスによって立ちあげられた。2005年にウィキフォーマットに移植され、現在はChoralWikiにアクセスできる。2008年7月にオルネスはサイト管理から身を引き、運営責任を集団管理者に移行させた。移行委員会はその後カリフォルニア州認定の非営利団体であるCPDLに組み入れられ、現在はCPDLによって運営されている。
創立20周年を迎えた2018年12月28日現在、CPDLには3194人の作曲家による31,149作品の楽譜がアーカイブされ、1300人以上の編集・寄稿者によって作成・編集されている。また、宗教音楽の楽譜が全体のおよそ7割を占める。
アーカイブされている楽譜はオープンソースライセンス(CPDLライセンス、GnuGPL、CCライセンス）下で配布されているものや、パブリックドメインに属するものがほとんどである。掲載されている楽曲については、楽譜はPDF、音声ファイルはMIDIが多数を占めるが、楽曲によっては数種類のファイルフォーマットでダウンロードできるものもある。楽譜ではPDFのほか、PS、TIFFに、音声ファイルはMIDIのほか、MP3フォーマットに対応している。またFinale、Sibelius、NoteWorthy Composer、Encore、オープンソースのGNU LilyPondといった楽譜ソフトウェアのファイルフォーマットにも対応しているものもある。
楽譜のアーカイブに加えて、ウィキフォーマットは以下の機能にも対応している。
- オリジナルテキスト、それらのソースや翻訳
- 合唱曲のジャンル、時代、作品番号、合唱パート別の声といった分類基準のクロスインデックス
- 作曲家情報
- 作品の説明、パフォーマンスの考慮事項
- 合唱曲のコレクションのコンテンツ
- 「Talk」ページでの作曲家や特定の作品に関するコミュニティディスカッション

CPDLはケント州立大学、北イリノイ大学、オレゴン大学、ウェスタンオンタリオ大学、ミシガン大学のインターネット公共図書館、ニューヨーク州立大学オールバニ校の部門や学部のウェブサイト、UCLA音楽図書館、ボストン大学、スタンフォード大学の大学図書館、ウィスコンシン・オシュコシュ大学におけるシラバス教員からのリソースを受けていることを示唆している。American Choral Directors Associationのアイオワ州支部、マサチューセッツ州支部が推薦しており、イギリスの教育団体であるIntuteのリソースデータベースも提供されている。

## 他のパブリックドメイン音楽プロジェクト
- Werner Icking Music Archive
- ミュートピアプロジェクト
- Kantoreiarchiv（ドイツ語版）
- 国際楽譜ライブラリープロジェクト (IMSLP)